# Naruto Shippūden: La película
Naruto Shippūden: La película (劇場版NARUTO−ナルト− 疾風伝 Gekijōban Naruto Shippūden?), también conocida como Naruto Shippuden la Película: La Muerte de Naruto, es la cuarta película basada en la serie de manga y anime Naruto de Masashi Kishimoto. Fue anunciada el 22 de noviembre de 2006 en la revista Shōnen Jump. La película fue lanzada en cines el 4 de agosto de 2007. Las entradas estuvieron disponibles desde el 21 de abril de 2007, la película fue lanzada en DVD en Japón el 23 de abril de 2008.
La película ocurre durante Naruto: Shippūden. Según la edición 20 de Shōnen Jump, Naruto Uzumaki, Sakura Haruno, Neji Hyūga y Rock Lee son los protagonistas. El único detalle sobre la película fue durante un tiempo el vago titular de Naruto muere o la muerte de Naruto. El tema del ending se titula Lie Lie Lie (miente, miente, miente) y lo interpreta DJ Ozma.

## Argumento
La película en forma cronológica, se encuentra entre el episodio 32 y 33 de Shippuden y en capítulos 24, 25, 26, 27 y 28 aparecen escenas de la película en el Ending.
Tres tráileres para la película parecían confirmar a la supuesta muerte de Naruto. En los tráileres, se ve que es atacado y probablemente asesinado por diez figuras, todas de color púrpura oscuro resplandecientes y que parecen ráfagas similares a energía. Su protector se corta durante el ataque, y su tentativa de formar un Rasengan falla. Al final de los tráileres se pueden ver a los amigos de Naruto alrededor de una lápida, su protector rasgado que cuelga de un borde.
En la escena inicial vemos a Naruto luchando contra un monstruo, que termina atravesándolo en la espalda y matándolo. Luego se puede ver a los ninjas de Konoha en su funeral.
El tiempo retrocede a varios días atrás, donde un hombre llamado Yomi (cuyo nombre en japonés significa "inframundo") ataca un santuario para liberar el espíritu de Mouryou, un demonio que tiempo atrás intentó conquistar al mundo y establecer su "Reinado de los Mil Años". Como no tiene un cuerpo para sobrevivir en el exterior, Yomi le ofrece el suyo como sustituto temporal hasta que puedan encontrar el cuerpo original de Mouryou.
El único obstáculo para las ambiciones de Mouryou es una sacerdotisa llamada Shion, quien tiene el poder para sellar su espíritu una vez más. Para lograrlo, despierta a un ejército de soldados de piedra para atacar al resto del mundo mientras sus cuatro subordinados se encargan de eliminar a Shion. Les entrega unas extrañas criaturas de chakra para incrementar su fuerza.
Para afrontar la amenaza, Konoha envía varios escuadrones ninja a detener a los soldados de piedra. Naruto Uzumaki, Sakura Haruno, Neji Hyuuga y Rock Lee son asignados como guardaespaldas para proteger a Shion y llevarla al santuario donde descansa el cuerpo de Mouryou. Esto resulta mucho más difícil de lo esperado cuando llegan los asesinos a entorpecer su labor, y la actitud caprichosa de Shion tampoco les ayuda en nada. Logran repeler el ataque a Shion de momento, y los asesinos, exhaustos tras un intento fallido de matar a Naruto, se repliegan. Shion le vaticina a Naruto que va a morir. Naruto se muestra escéptico ante esto, hasta que su asistente Taruho le explica que Shion puede ver el futuro, y que al menos 100 predicciones que ha hecho se han cumplido. Mientras se dirigen al templo, el grupo es emboscado nuevamente, y para desviar su atención se separan en dos equipos. Lee logra acabar con uno de sus oponentes, mientras Naruto se mantiene ocupado con el suyo. Neji le ordena a Sakura que escape con Shion mientras él se hace cargo de los dos restantes, sin ocurrírsele que uno de ellos es en realidad una marioneta. Sakura queda incapacitada por el veneno de uno de los ninjas enemigos y Shion es aparentemente asesinada.
Esto resulta ser una trampa: la "Shion" a la que asesinaron es en realidad Taruho, quien usó una técnica para transformarse en Shion para engañar a los enemigos y que creyeran que mataron a la verdadera Shion, quien no parece perturbada por lo ocurrido.
Naruto se enfada por la aparente actitud despreocupada de Shion, y comienza a preguntarse como puede tomar tan a la ligera la muerte de alguien que se sacrificó por ella. Shion le explica que su poder le permite hacer que su espíritu regrese en el tiempo hasta el momento de su muerte, permitiéndole evitarla haciendo que alguien más muera en su lugar. Por extraño que parezca, a Shion en verdad le duele que todas esas personas hayan tenido que sacrificarse de modo que ella pudiera cumplir con su deber, y le dice que si se mantiene cerca de ella él sufrirá el mismo destino. Poco intimidado o asustado por las palabras de Shion, Naruto insiste en que no morirá, y tampoco permitirá que le pase nada a Shion.
Gracias a Lee, Neji se da cuenta de que los tres ninjas enemigos restantes tienen que reabastecerse de chakra para ser efectivos en batalla. Naruto sigue adelante llevando a Shion, mientras Sakura y Lee engañan a sus oponentes para que gasten su chakra en ataques inútiles. Cuando llega la hora de recargar su chakra, Neji incapacita al último ninja que se los daba, dejando a los otros dos totalmente indefensos contra Lee y Sakura.
En el templo de la montaña donde se encuentra el cuerpo de Mouryou, Naruto y Shion se topan con el ejército de soldados de piedra. Shion cae a una laguna por lo que Naruto la salva de morir y ella le responde nuevamente que no tenía que hacerlo porque así ella ya no tendría que ver tantas muertes por lo que Naruto le responde lo contrario diciendo que ella podía cambiar su destino a lo que después Shion se siente atraída por el y siente un sentimiento extraño nunca antes presenciado por ella luego de eso Naruto se las arregla para contener al ejército mientras Shion ingresa al templo para iniciar el ritual de sellado. Yomi se encuentra adentro esperándola, y engaña a Shion para que inicie el sellado con él adentro de la barrera, permitiéndole al espíritu de Mouryou reunirse nuevamente con su cuerpo. Kakashi, Shikamaru, y Temari llegan a auxiliar a Naruto con el ejército de piedra, y Naruto se apresura a rescatar a Shion. Cuando su predicción (la que se ve al inicio de la película) está a punto de hacerse realidad, usa su poder para protegerlo. La intención de Shion es acabar con su propia vida y Mouryou para salvarlo. En el último segundo, Naruto la detiene, y furioso le recrimina el darse por vencida tan fácilmente. Ella no tiene por qué aceptar ese destino si no quiere, y Naruto le exige que sea honesta, oiga a su corazón y lo admita con sus propias palabras. Shion finalmente reconoce que no desea morir, y con eso Naruto tiene la motivación necesaria para terminar con todo. Usando el chakra de Shion crea un Rasengan gigantesco, y se lanza en picada para darle el golpe final a Mouryou, provocando una enorme explosión que hace surgir un volcán.
Todos afuera esperan y se preguntan qué habrá sucedido, hasta que finalmente Naruto y Shion llegan sanos y salvos. Ahora que Mouryou ha sido destruido por completo, Naruto le pregunta a Shion que va a hacer ahora. Ella responde que Mouryou nació a partir de la oscuridad en los corazones de los humanos, y que sin duda algún día otro Mouryou surgirá. Por eso, Shion decide que tiene que continuar con la línea de sacerdotisas para suprimir a los demonios como Mouryou, y su poder tiene que ser traspasado a la siguiente generación. Shion le pregunta si "le va a ayudar con eso", para gran sorpresa de Sakura, Kakashi, y Lee. Naruto, no habiendo captado la indirecta (quiere tener un hijo), dice que sí lo hará.

## Personajes

### Personajes originales
- Naruto Uzumaki
- Sasuke Uchiha
- Sakura Haruno
- Neji Hyūga
- Rock Lee
- Tenten
- Tsunade
- Shizune
- Kakashi Hatake
- Might Guy
- Shikamaru Nara
- Temari
- Gaara
- Ino Yamanaka
- Jiraiya
- Sai
- Konohamaru Sarutobi
- Yamato
- Kabuto Yakushi
- Asuma Sarutobi
- Kurenai Yūhi
- Chōji Akimichi
- Hinata Hyūga

### Únicos de la película
- Shion

Es la Sacerdotisa del País del Demonio que se tiene que encargar de sellar a Mouryuo; profetiza la muerte de quienes intentan protegerla y la muerte de Naruto.
- Mouryuo

Espíritu que intenta dominar al mundo por mil años y que intenta recuperar su cuerpo para lograrlo.
- Yomi

Sobreviviente de un Clan que en el pasado utilizó el poder de Mouryuo para crear un ejército fantasma. Busca revivir al espíritu y le otorga su cuerpo para que pueda sobrevivir en el mundo real.
- Taruho

Guardian de Shion que acompaña al Equipo 7 durante la misión. Jura dar su vida por Shion y al parecer es de las pocas personas que comprenden la actitud de ella.
- Kusuna

Ninja subordinado de Yomi encargado de suministrar los gusanos de Chakra a sus compañeros al ser el más hábil para controlarlos.
- Gitai

Ninja subordinado de Yomi que lleva medio rostro cubierto, tiene una adicción al chakra y al poder de los gusanos que le suministra Kusuna.
- Setsuna

Ninja Subordinado de Yomi que realiza varias combinaciones de elementos de chakra.
- Shizuku

Kunoichi subordinada de Yomi que utiliza Estilos Fuego y Agua por el efecto de los gusanos de Chakra. Cuando está bajo el efecto de los gusanos realiza sus jutsus con movimientos de ballet.
- Susuki

Guardia de Shion que da su vida protegiéndola durante el ataque de los seguidores de Yomi.
- Miroku

Madre de Shion y quien selló el alma de Mouryuo en el País del Demonio y el cuerpo en el País del Pantano.

## Voces
| Personaje             | Actor Japonés     |
| --------------------- | ----------------- |
| Naruto Uzumaki        | Junko Takeuchi    |
| Sakura Haruno         | Chie Nakamura     |
| Rock Lee              | Yoichi Masukawa   |
| Neji Hyūga            | Kouichi Toochika  |
| Tsunade\Quinta Hokage | Masako Katsuki    |
| Shikamaru Nara        | Showtaro Morikubo |
| Shizune               | Keiko Nemoto      |
| Shion                 | Ayumi Fujimura    |
| Miroku                | Fumiko Orikasa    |
| Setsuna               | Katsuyuki Konishi |
| Gitai                 | Kishô Taniyama    |
| Shizuku               | Miyuki Sawashiro  |
| Kusuna                | Tetsuya Kakihara  |

## Producción
La película fue producida por Aniplex, Bandai Co., Ltd., Dentsu Inc., Pierrot, Shueisha, y TV Tokyo.

## Aceptación
En la primera semana Naruto: Shippūden la película se colocó en la sexta posición más vista. La segunda semana la película ascendió hasta la primera posición y se quedó en ese lugar durante la tercera semana.

## Curiosidades
- Es la primera película de Naruto donde aparece Konoha.
- El ejército fantasma de Mouryuo es similar a los guerreros de terracota enterrados con el Primer Emperador Qin.
- Los Guardianes de la Frontera del País del Demonio tienen un diseño similar a los Sora-nin que aparecen en la segunda película de Shippuden.
- En los capítulos 24, 25, 26, 27, 28 de Naruto Shippūden se emiten escenas de la película en el Opening y en el Ending.